# Daniel Congré
Daniel Congré, né le 5 avril 1985 à Toulouse (Haute-Garonne), est un footballeur français ayant évolué au poste de défenseur central du milieu des années 2000 à celui des années 2020. 
Évoluant au poste de défenseur central, il commence sa carrière professionnelle au Toulouse FC en 2004, après être passé par tous les stades de la formation et des équipes de jeunes de son club. En 2012, après être notamment devenu capitaine de son club, il signe au Montpellier HSC fraîchement sacré champion de France. Il termine sa carrière professionnelle après trois saisons au Dijon FCO.
Daniel Congré a un seul titre à son palmarès, obtenu avec l'équipe de France espoirs lors du Tournoi de Toulon en 2005.

## Biographie

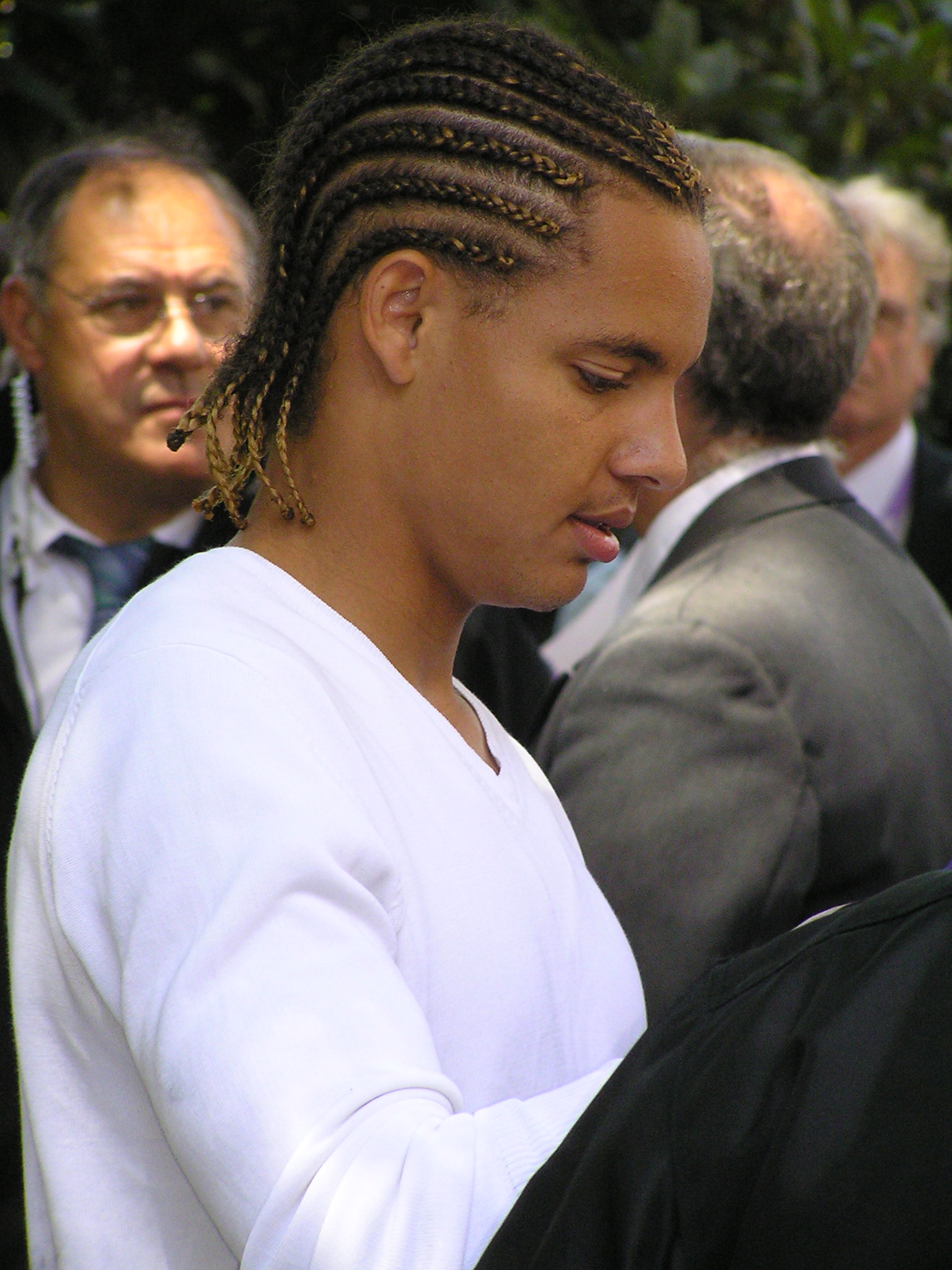
Daniel Congré, alors joueur au Toulouse FC et international espoir français (2007).

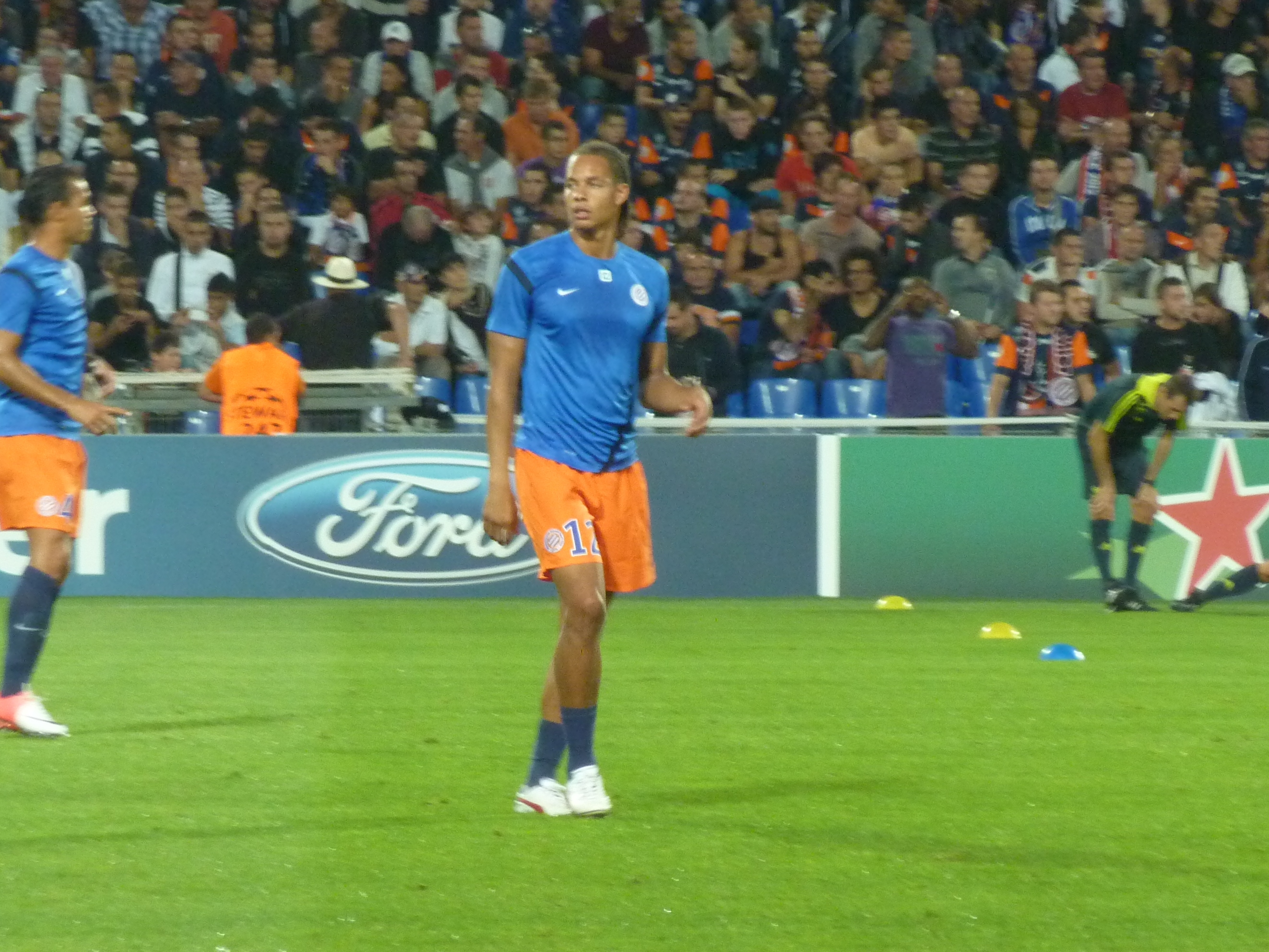
Daniel Congré avant un match de Ligue des champions contre Arsenal avec le Montpellier HSC (2012).

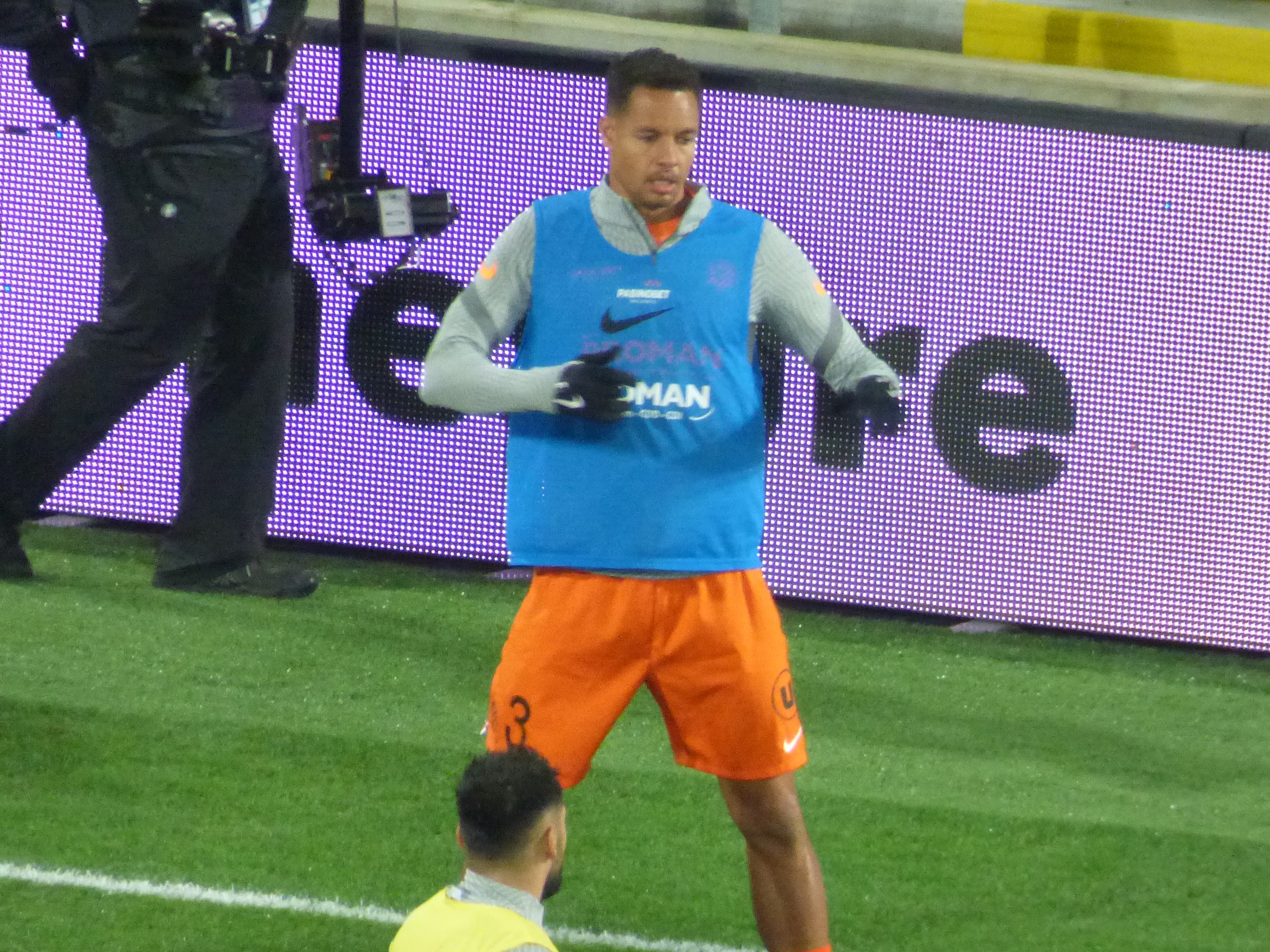
Daniel Congré avec le Montpellier HSC lors d'un entraînement avant d'affronter le RC Lens (2020).

### Toulouse FC (2004-2012)
D'ascendance guadeloupéenne, Daniel Congré commence le football dans le club du village de Quint-Fonsegrives, dans la banlieue toulousaine en Haute-Garonne, avant d’intégrer le centre de formation du Toulouse FC en 1995 alors âgé de 10 ans. 
Le 13 novembre 2004, il dispute son premier match professionnel sous le maillot de son club formateur lors d'une rencontre de championnat face au Stade rennais FC (1-1).
Appelé plusieurs fois en équipe de France espoirs, il ne peut participer à l'Euro 2006 au Portugal à cause d'une succession de blessures. Son année 2007 est également marquée par de nombreuses blessures, dont une opération de l'épaule, qui trois jours après le dernier match de la saison, l'empêche de jouer le tour préliminaire de Ligue des champions contre le Liverpool FC en août 2007. 
Le 15 septembre 2007, il est de retour sur les terrains contre l'Olympique de Marseille, mais se blesse à nouveau contre l'AS Monaco le 24 novembre 2007. Il reprend lors d'un match face à l'AS Nancy-Lorraine où il entre dans les dernières minutes et se blesse à nouveau à la cheville. 
Lors de la saison 2011-2012, l'entraîneur Alain Casanova le nomme capitaine de l'équipe en remplacement de Mauro Cetto qui a signé à l'US Palerme. 

### Montpellier HSC (2012-2021)
Le 20 juin 2012, il s'engage avec le Montpellier HSC, alors tenant du titre de champion de France, en paraphant un contrat de quatre ans.
Lors de la saison 2018-2019, il est avec Ellyes Skhiri l'un des deux délégués syndicaux de l'UNFP au sein du Montpellier HSC. Le 28 janvier 2019, il prolonge son contrat avec le club montpelliérain.
En fin de contrat à l'issue de la saison 2020-2021, Daniel Congré n'est pas conservé par le club héraultais et quitte donc ce dernier librement,.

### Dijon FCO (2021-2024)
Le 5 juillet 2021, alors libre de tout contrat, Daniel Congré signe alors au Dijon FCO, club évoluant en Ligue 2, pour une durée de deux ans plus une en option en cas de montée en Ligue 1,,. Il est nommé capitaine dès son arrivée au club.
Le 31 juillet 2023, malgré la descente du Dijon FCO en National, il prolonge son contrat avec le club bourguignon,,.
Le 8 mai 2024, il annonce officiellement prendre sa retraite sportive en fin de saison,,.

### Reconversion
En octobre 2024, Daniel Congré est nommé coordinateur sportif de l'Olympique lyonnais remplaçant ainsi le poste vacant dans la direction sportive lyonnaise après l'éviction de David Friio. Ses principales missions sont de « donner un autre angle de vue » au staff des Gones et assurer un lien entre le staff et les joueurs,.

## Vie personnelle
Le 9 juin 2025, Daniel Congré est victime d’un coup de couteau porté à proximité du cœur et est admis au CHU de Montpellier,,,. C'est un voisin qui aurait lui-même prévenu les secours avec la compagne de l'ancien footballeur,,. Le lendemain, le parquet de Montpellier indique au Parisien qu’il s’agirait « d’une tentative de suicide »,,,. Le 11 juin 2025, l'intéressé réfute la tentative de suicide et assure avoir été victime « d'un accident domestique » survenu alors qu'il était en famille,,,.

## Statistiques
| Saison                | Club                  | Championnat           | Championnat | Championnat | Coupe nationale | Coupe nationale | Coupe de la Ligue | Coupe de la Ligue | Compétition(s) continentale(s) | Compétition(s) continentale(s) | Compétition(s) continentale(s) | Total | Total |
| Saison                | Club                  | Division              | M.          | B.          | M.              | B.              | M.                | B.                | Comp.                          | M.                             | B.                             | M.    | B.    |
| 2004-2005             | Toulouse FC           | Ligue 1               | 23          | 0           | 2               | 0               | -                 | -                 | -                              | -                              | -                              | 25    | 0     |
| 2005-2006             | Toulouse FC           | Ligue 1               | 16          | 1           | -               | -               | -                 | -                 | -                              | -                              | -                              | 16    | 1     |
| 2006-2007             | Toulouse FC           | Ligue 1               | 17          | 0           | 1               | 0               | -                 | -                 | -                              | -                              | -                              | 18    | 0     |
| 2007-2008             | Toulouse FC           | Ligue 1               | 9           | 0           | -               | -               | -                 | -                 | C3                             | 4                              | 0                              | 13    | 0     |
| 2008-2009             | Toulouse FC           | Ligue 1               | 29          | 1           | 4               | 1               | 1                 | 0                 | -                              | -                              | -                              | 34    | 2     |
| 2009-2010             | Toulouse FC           | Ligue 1               | 33          | 0           | 3               | 0               | 1                 | 0                 | C3                             | 6                              | 0                              | 43    | 0     |
| 2010-2011             | Toulouse FC           | Ligue 1               | 37          | 2           | 1               | 0               | 1                 | 0                 | -                              | -                              | -                              | 39    | 2     |
| 2011-2012             | Toulouse FC           | Ligue 1               | 37          | 0           | 1               | 0               | 1                 | 0                 | -                              | -                              | -                              | 39    | 0     |
| Sous-total            | Sous-total            | Sous-total            | 201         | 4           | 12              | 1               | 4                 | 0                 | -                              | 10                             | 0                              | 227   | 5     |
| 2012-2013             | Montpellier HSC       | Ligue 1               | 36          | 1           | 3               | 0               | 3                 | 0                 | C1                             | 4                              | 0                              | 46    | 1     |
| 2013-2014             | Montpellier HSC       | Ligue 1               | 33          | 1           | 2               | 1               | 1                 | 0                 | -                              | -                              | -                              | 36    | 2     |
| 2014-2015             | Montpellier HSC       | Ligue 1               | 30          | 0           | 1               | 0               | 1                 | 0                 | -                              | -                              | -                              | 32    | 0     |
| 2015-2016             | Montpellier HSC       | Ligue 1               | 35          | 2           | 1               | 0               | 0                 | 0                 | -                              | -                              | -                              | 36    | 2     |
| 2016-2017             | Montpellier HSC       | Ligue 1               | 24          | 1           | 0               | 0               | 1                 | 0                 | -                              | -                              | -                              | 25    | 1     |
| 2017-2018             | Montpellier HSC       | Ligue 1               | 32          | 1           | 3               | 1               | 4                 | 0                 | -                              | -                              | -                              | 39    | 2     |
| 2018-2019             | Montpellier HSC       | Ligue 1               | 37          | 2           | 1               | 0               | 1                 | 0                 | -                              | -                              | -                              | 39    | 2     |
| 2019-2020             | Montpellier HSC       | Ligue 1               | 24          | 0           | 3               | 0               | 2                 | 0                 | -                              | -                              | -                              | 29    | 0     |
| 2020-2021             | Montpellier HSC       | Ligue 1               | 38          | 2           | 5               | 0               | -                 | -                 | -                              | -                              | -                              | 43    | 2     |
| Sous-total            | Sous-total            | Sous-total            | 289         | 10          | 19              | 2               | 13                | 0                 | -                              | 4                              | 0                              | 325   | 12    |
| 2021-2022             | Dijon FCO             | Ligue 2               | 35          | 2           | 0               | 0               | -                 | -                 | -                              | -                              | -                              | 35    | 2     |
| 2022-2023             | Dijon FCO             | Ligue 2               | 27          | 0           | -               | -               | -                 | -                 | -                              | -                              | -                              | 27    | 0     |
| 2023-2024             | Dijon FCO             | National              | 10          | 0           | 1               | 0               | -                 | -                 | -                              | -                              | -                              | 11    | 0     |
| Sous-total            | Sous-total            | Sous-total            | 72          | 2           | 1               | 0               | 0                 | 0                 | -                              | 0                              | 0                              | 73    | 2     |
| Total sur la carrière | Total sur la carrière | Total sur la carrière | 562         | 16          | 32              | 3               | 17                | 0                 | -                              | 14                             | 0                              | 625   | 19    |

## Palmarès

### En club
Daniel Congré est finaliste du Trophée des champions en 2012 avec le Montpellier HSC.

### En équipe nationale
Daniel Congré remporte en 2005 le Tournoi de Toulon avec l'équipe de France espoirs, face à l'équipe du Portugal. Il a notamment remporté ce tournoi en compagnie de Steve Mandanda, Lassana Diarra ou encore Mathieu Debuchy. « J’ai pas mal de souvenirs à propos de ce tournoi d’autant plus que c’était ma première sélection en équipe de France. C’était quelque chose de très important pour moi » déclare-t-il à propos du Festival Espoirs de Toulon.